# Scaphoideus albovittatus
Scaphoideus albovittatus  (лат.) — вид цикадок рода Scaphoideus из подсемейства Deltocephalinae (Cicadellidae). Япония, Корея, Китай, Россия. 

## Описание
Цикадки размером около 5 мм: самцы 4,9—5,4 мм, самки 5,6—6,1 мм. Основная окраска желтовато-коричневая с темными отметинами. Стройные, узкие, с довольно сильно закругленно выступающей вперед головой. Переход лица в темя закруглённый, темя узкое.
Валидный видовой статус Scaphoideus kumamotonis был подтверждён в ходе ревизии региональной фауны японскими энтомологами Сатоси Камитани (Satoshi Kamitani; Entomological Laboratory, Faculty of Agriculture, Университет Кюсю, Фукуока, Япония) и Масами Хаяси (Masami Hayashi; Department of Biology, Faculty of Education, Saitama University, Сайтама, Япония). Сходен с видом Scaphoideus kumamotonis, отличаясь деталями строения гениталий самца.